# Săcălășeni
Săcălășeni là một xã thuộc hạt Maramureș, România. Dân số thời điểm năm 2002 là 5832 người.